# Код судије за прекршаје
„Код судије за прекршаје” је југословенска телевизијска серија снимљена 1964. године у продукцији Телевизије Београд.

## Епизоде
| Сезона | Епизода | Назив                    | Датум              |
| ------ | ------- | ------------------------ | ------------------ |
| 1      | 1       | Један од псовача         | 13. јуна 1964.     |
| 1      | 2       | Ексер                    | 20. јуна 1964.     |
| 1      | 3       | Рођендан                 | 27. јуна 1964.     |
| 1      | 4       | Пијанци                  | 4. јула 1964.      |
| 1      | 5       | Скитнице                 | 11. јула 1964.     |
| 1      | 6       | Немогуће                 | 18. јула 1964.     |
| 2      | 1       | Шест сведока             | 11.децембра 1965.  |
| 2      | 2       | Хиљаду чворова           | 18.децембра 1965.  |
| 2      | 3       | Рођендан једног Микија   | 25.децембра 1965.  |
| 2      | 4       | Српски расомон           | 8. јануара 1966.   |
| 2      | 5       | Силеџија                 | 29. јануара 1966.  |
| 2      | 6       | Има закона — Нема закона | 5. фебруара 1966.  |
| 2      | 7       | Излет                    | 12. фебруара 1966. |

## Улоге
| Глумац                 | Улога                     |
| ---------------------- | ------------------------- |
| Милутин Бутковић       | (13 еп. 1964-1966)        |
| Тамара Милетић         | (13 еп. 1964-1966)        |
| Слободан Цица Перовић  | Судија (13 еп. 1964-1966) |
| Растислав Јовић        | (4 еп. 1964-1966)         |
| Божидар Пајкић         | (3 еп. 1964)              |
| Ирена Просен           | (3 еп. 1965-1966)         |
| Михаило Миша Јанкетић  | (2 еп. 1964-1966)         |
| Предраг Лаковић        | (2 еп. 1964-1965)         |
| Павле Богатинчевић     | (2 еп. 1964)              |
| Никола Коле Ангеловски | (1 еп. 1964)              |
| Мира Динуловић         | (1 еп. 1964)              |
| Томанија Ђуричко       | (1 еп. 1964)              |
| Сима Јанићијевић       | (1 еп. 1964)              |
| Зорица Јовановић       | (1 еп. 1964)              |
| Славица Кнежевић       | (1 еп. 1964)              |
| Марко Маринковић       | (1 еп. 1964)              |
| Неда Огњановић         | (1 еп. 1964)              |
| Ружица Сокић           | (1 еп. 1964)              |
| Виктор Старчић         | (1 еп. 1964)              |

 Остале улоге ▼
| Глумац                    | Улога             |
| ------------------------- | ----------------- |
| Миливоје Мића Томић       | (1 еп. 1964)      |
| Михајло Викторовић        | (1 еп. 1964)      |
| Стојан Столе Аранђеловић  | (1 еп. 1965)      |
| Ксенија Јовановић         | (1 еп. 1965)      |
| Драган Лаковић            | (1 еп. 1965)      |
| Радослав Павловић         | (1 еп. 1965)      |
| Ђорђе Пура                | (1 еп. 1965)      |
| Славко Симић              | Мики (1 еп. 1965) |
| Предраг Тасовац           | (1 еп. 1965)      |
| Љубиша Бачић              | (1 еп. 1966)      |
| Зоран Бечић               | (1 еп. 1966)      |
| Душан Ђурић               | (1 еп. 1966)      |
| Александар Груден         | (1 еп. 1966)      |
| Донка Игњатовић           | (1 еп. 1966)      |
| Бранислав Цига Миленковић | (1 еп. 1966)      |
| Србољуб Милин             | (1 еп. 1966)      |
| Бранка Митић              | (1 еп. 1966)      |
| Ташко Начић               | (1 еп. 1966)      |
| Мира Николић              | (1 еп. 1966)      |
| Михајло Бата Паскаљевић   | (1 еп. 1966)      |
| Војкан Павловић           | (1 еп. 1966)      |
| Милан Срдоч               | (1 еп. 1966)      |
| Власта Велисављевић       | (1 еп. 1966)      |
| Гордана Тадић             | (1 еп. 1964)      |

Комплетна ТВ екипа ▼
| Редитељ     | Славољуб Стефановић Раваси | (13 еп. 1964—1966) |
| Сценариста  | Васа Поповић               | (13 еп. 1964—1966) |
| Сценограф   | Дора Душановић             | (7 еп. 1965—1966)  |
| Сценограф   | Драгољуб Лазаревић         | (6 еп. 1964)       |
| Костимограф | Зорица Ружић               | (13 еп. 1964—1966) |